# Trigona chanchamayoensis
Trigona chanchamayoensis é uma abelha social da tribo dos meliponíneos.